# Milton Ré
Milton Ré (Tres Arroyos, Provincia de Buenos Aires, Argentina, 21 de noviembre de 1992) es un humorista, imitador y actor argentino conocido por su trabajo en Bendita, Showmatch y Polémica en el bar.

## Biografía
Nacido en la ciudad bonaerense de Tres Arroyos, cursó sus estudios primarios y secundarios. 
Estudió gastronomía en el Instituto Gastronómico Argentino (IGA) de Bahía Blanca antes de dedicarse profesionalmente a la imitación y el humor.

## Trayectoria profesional
Su vocación por la imitación comenzó desde muy chico imitando a Fernando De La Rúa, Mariano Closs, Manolo Lama, entre otros. En los medios de comunicación de la capital federal dio sus primeros pasos en el humor, tanto en radio como en televisión. Su trabajo ha sido mencionado en medios de comunicación, y su enfoque en la imitación ha generado interés entre diferentes públicos.
En televisión intervino en los programas Bendita, conducido por Beto Casella, Showmatch, conducido por Marcelo Tinelli donde caracterizó a Ginés González García y Darío Barassi y Polémica en el Bar, conducido por Mariano Iúdica. También estuvo de invitado en programas de actualidad como 100 argentinos dicen.
En radio trabajó en los programas La Mirada Despierta con Nelson Castro por Radio Continental, Bien Levantado por Pop Radio 101.5 y Nadie nos para en Rock & Pop con Beto Casella.   
En teatro actuó en El juego de Carlos Paz, dirigida por Diego Rinaldi, donde interpretó a Diego Maradona y a Tato Bores actuando con figuras de la talla de Diego Reinhold y Mónica Farro.
Entre sus imitaciones se encuentran las de Lionel Messi, Darío Barassi, Christian Petersen, Alberto Fernández, Mauricio Macri y Papa Francisco.
Actualmente, trabaja en Código Sily, conducido por Coco Sily en Pop Radio 101.5 de 13 a 16 PM.

## Presencia en televisión, radio y teatro

### Televisión
| Año       | Programa             | Canal                                           | Rol                | Conductor      |
| --------- | -------------------- | ----------------------------------------------- | ------------------ | -------------- |
| 2022      | 100 argentinos dicen |                                                 | Participante       | Darío Barassi  |
| 2021      | Showmatch            | Parodia a Ginés González García y Darío Barassi | Marcelo Tinelli    |                |
| 2018-2019 | Polémica en el bar   |                                                 | Humorista invitado | Mariano Iúdica |
| 2017-2023 | Bendita              |                                                 | Humorista estelar  | Beto Casella   |

### Radio
| Año           | Programa            | Emisora | Rol               | Conductor     |
| ------------- | ------------------- | ------- | ----------------- | ------------- |
| 2025-presente | Código Sily         |         | Humorista estelar | Coco Sily     |
| 2021-2024     | Nadie Nos Para      |         | Humorista estelar | Beto Casella  |
| 2017-2020     | Bien Levantado      |         | Humorista estelar | Beto Casella  |
| 2017          | La Mirada Despierta |         | Humorista estelar | Nelson Castro |

### Teatro
| Año  | Título                 | Lugar          | Rol               | Actores                     | Director      |
| ---- | ---------------------- | -------------- | ----------------- | --------------------------- | ------------- |
| 2022 | El Juego de Carlos Paz | Teatro Holiday | Humorista estelar | Diego Reinhold Mónica Farro | Diego Rinaldi |